# Valentina (creatoare de modă)
Valentina Nicolaevna Sanina Schlee (n. 18 aprilie 1899, Kiev, gubernia Kiev⁠(d), Imperiul Rus – d. 14 septembrie 1989, New York City, New York, SUA), cunoscută ca Valentina, a fost o creatoare de modă și designer de costume de teatru americană de origine ucraineană, activă din 1928 până la sfârșitul anilor 1950.

## Tinerețe
S-a născut și a crescut în Kiev, Imperiul Rus (în prezent Ucraina). A studiat teatrul în Harkov până la izbucnirea Revoluției din Octombrie în 1917. A făcut cunoștință cu viitorul său soț, finanțistul rus George Schlee (d. 1964), la gara din Sevastopol, în timp ce fugea din țară; nu se știe cu exactitate dacă ei și-au oficializat vreodată căsătoria. Tânăra familie Schlee a sosit în New York în 1923 și a devenit parte a așa-numitei „café society⁠(d)”, boema anilor 1920. Valentina s-a remarcat prin garderoba și stilul ei la acea vreme,  purtând fuste și rochii lungi până la podea, în timp ce alte femei purtau fuste scurte și rochii cu decolteu generos.

## Carieră
În 1928 Schlee a deschis pe Madison Avenue⁠(d) o mică croitorie de lux, numită Valentina's Gowns. Prima ei comandă pentru costume de teatru a avut loc în 1933, pentru rolul lui Judith Anderson din Come of Age. Costumele au fost mai bine apreciate decât însăși piesa jucată, astfel Schlee câștigând o reputație de designer de costume de teatru. Schlee a asigurat costumele mai multor actrițe ale epocii, printre care Lynn Fontanne⁠(d), Katharine Cornell⁠(d), Greta Garbo, Gloria Swanson, Gertrude Lawrence⁠(d) și Katharine Hepburn. Printre reușitele ei pe Broadway se numără colecția de costume ale piesei The Philadelphia Story⁠(d). De asemenea, a asigurat garderoba unor femei proeminente din societatea newyorkeză, inclusiv din familiile Whitney⁠(d) și Vanderbilt⁠(d). În 1950 Valentina și-a prezentat propriul parfum, „My Own”.
Schlee promova un stil simplu – „Simplitatea supraviețuiește schimbărilor modei”, spunea ea la sfârșitul anilor 1940. „Femeile șic poartă acum rochii pe care le-au cumpărat de la mine în 1936. Potriviți secolul, nu anul.”
Era pricepută la promovarea propriului brand. Își modela propriile haine, păstrând mereu un aer dramatic și elegant de stăpânire pe sine. A fost inclusă în lista internațională a celor mai bine îmbrăcați oameni⁠(d).
Schlee și-a închis casa de modă la sfârșitul anilor 1950. A murit de boala Parkinson în 1989, la vârsta de 90 de ani. Era vecină cu Greta Garbo, locuind în același bloc de apartamente din New York, însă din cauză că Valentina disprețuia prietenia strânsă a lui Garbo cu soțul ei George la începutul anilor ’60 (înainte de moartea lui), cele două femei aveau un program complicat, elaborat astfel încât să nu se întâlnească niciodată în holul clădirii lor.
În 2009, la Muzeul orașului New York⁠(d) a fost deschisă o expoziție retrospectivă intitulată Valentina: American Couture and the Cult of Celebrity. Au fost prezentate în premieră rochii, accesorii, fotografii și materiale tipărite din colecțiile Muzeului orașului New York, ale familiei Valentinei și alte colecții importante.